# العلاقات الأرجنتينية الإكوادورية
العلاقات الأرجنتينية الإكوادورية هي العلاقات الثنائية التي تجمع بين الأرجنتين والإكوادور.

## مقارنة بين البلدين
هذه مقارنة عامة ومرجعية للدولتين:
| وجه المقارنة                                              | الأرجنتين                                               | الإكوادور                      |
| --------------------------------------------------------- | ------------------------------------------------------- | ------------------------------ |
| المساحة (كم2)                                             | 2.78 مليون                                              | 283.56 ألف                     |
| عدد السكان (نسمة)                                         | 44.27 مليون                                             | 16.62 مليون                    |
| الكثافة السكانية (ن./كم²)                                 | 15.92                                                   | 58.61                          |
| العاصمة                                                   | بوينس آيرس                                              | كيتو                           |
| اللغة الرسمية                                             | اللغة الإسبانية                                         | اللغة الإسبانية، كيشوا ‏، شوار ‏ |
| العملة                                                    | البيزو الأرجنتيني 1983 ‏، بيزو أرجنتيني، أسترال أرجنتيني | دولار أمريكي، سوكري إكوادوري   |
| الناتج المحلي الإجمالي (بليون دولار)                      | 637.59 مليار                                            | 103.06 مليار                   |
| الناتج المحلي الإجمالي (تعادل القوة الشرائية) بليون دولار | 883.02 مليار                                            | 185.24 مليار                   |
| الناتج المحلي الإجمالي الاسمي للفرد دولار أمريكي          | 13.43 ألف                                               | 6.21 ألف                       |
| الناتج المحلي الإجمالي للفرد دولار أمريكي                 |                                                         | 11.37 ألف                      |
| مؤشر التنمية البشرية                                      | 0.827                                                   | 0.746                          |
| رمز المكالمات الدولي                                      | +54                                                     | +593                           |
| رمز الإنترنت                                              | .ar                                                     | .ec                            |
| المنطقة الزمنية                                           | 00                                                      | 00                             |

## مدن متوأمة
في ما يلي قائمة باتفاقيات التوأمة بين مدن أرجنتينية وإكوادورية:
- ترتبط روساريو مع كوينكا باتفاقية توأمة منذ 1987.[13][13][13][13]
- ترتبط بوينس آيرس مع كيتو باتفاقية توأمة منذ 19 مايو 1994.

## منظمات دولية مشتركة
يشترك البلدان في عضوية مجموعة من المنظمات الدولية، منها:
| علم المنظمة | اسم المنظمة                                                          | تاريخ انضمام الأرجنتين | تاريخ انضمام الإكوادور |
| ----------- | -------------------------------------------------------------------- | ---------------------- | ---------------------- |
|             | المنظمة الهيدروغرافية الدولية                                        | ?                      | ?                      |
|             | منظمة الشرطة الجنائية الدولية                                        | ?                      | ?                      |
|             | الاتحاد البريدي العالمي                                              | ?                      | ?                      |
|             | وكالة حظر الأسلحة النووية في أمريكا اللاتينية ومنطقة البحر الكاريبي ‏ | ?                      | ?                      |
|             | منظمة التجارة العالمية                                               | ?                      | ?                      |
|             | الفريق المعني برصد الأرض                                             | ?                      | ?                      |
|             | اتحاد دول أمريكا الجنوبية                                            | ?                      | ?                      |
|             | مؤسسة التنمية الدولية                                                | 3 أغسطس 1962           | 7 نوفمبر 1961          |
|             | مجموعة دول الأنديز                                                   | ?                      | ?                      |
|             | مؤسسة التمويل الدولية                                                | 13 أكتوبر 1959         | 20 يوليو 1956          |
|             | منظمة حظر الأسلحة الكيميائية                                         | ?                      | ?                      |
|             | الأمم المتحدة                                                        | 24 أكتوبر 1945         | 21 ديسمبر 1945         |
|             | الاتحاد الدولي للاتصالات                                             | 1889                   | 17 أبريل 1920          |
|             | البنك الدولي للإنشاء والتعمير                                        | 20 سبتمبر 1956         | 28 ديسمبر 1945         |
|             | وكالة ضمان الاستثمار متعدد الأطراف                                   | 11 فبراير 1992         | 12 أبريل 1988          |
|             | يونسكو                                                               | 15 سبتمبر 1948         | 22 يناير 1947          |

## أعلام
هذه قائمة لبعض الشخصيات التي تربطها علاقات بالبلدين:
- إستيبان درير (لاعب كرة قدم أرجنتيني، 11 نوفمبر 1981 – )

## وصلات خارجية
- موقع وزارة الخارجية الأرجنتينية
- موقع وزارة الخارجية الإكوادورية